# Bezirk Delatyn
Bezirk Delatyn – dawny powiat (Bezirk) kraju koronnego Królestwo Galicji i Lodomerii, funkcjonujący w latach 1854–1867. Siedzibą starostwa było miasteczko Delatyn.

## Historia
Bezirk Delatyn utworzono w ramach reformy uwłaszczeniowej z okresu Wiosny Ludów (1848–1849), która likwidowała jurysdykcję właściciela ziemskiego nad poddanymi. W Galicji, dominium – jako podstawowa jednostka administracyjna i filar systemu feudalnego straciło rację bytu. Konieczne stało się zatem wprowadzenie nowego systemu administracyjnego, którego zręby powstały w latach 1851–1855. Nowy trójstopniowy podział administracyjny objął 21 cyrkułów (niem. Kreise), 179 małych powiatów (niem. Bezirke) i ponad 6000 gmin (niem. Gemeinde).
Bezirk Delatyn objął obszar o wielkości 19,4 mil², zamieszkany przez 24.248 ludzi i podzielony na 18 gmin katastralnych, w tym jedno miasteczko (Delatyn). Wszedł w skład cyrkułu stanisławowskiego, jako jeden z jego dziesięciu powiatów. Był to region górski, graniczący na  południu z Zalitawią.
Po nadaniu Galicji autonomii oraz powołaniu samorządu gminnego i powiatowego w 1865 zlikwidowano cyrkuły (Kreise). Dotychczasowe małe powiaty (Bezirke) w liczbie 179, utrzymały się do 1867 roku, kiedy to w następstwie kolejnej reformy administracyjnej (23 stycznia 1867) zostały zastąpione przez 74 większych powiatów. Obszar zniesionego Bezirk Delatyn wszedł wtedy w całości w skład nowego powiatu nadwórniańskiego. 30 listopada 1895 gminy Hołosków, Mołodyłów, Neudorf, Skopówka i Strupków przeniesiono do powiatu tłumackiego.

## Podział administracyjny (1854)
| Lp. | Gmina jednostkowa                                          | Powierzchnia | Ludność | Powiat w 1867 po zniesieniu |
| --- | ---------------------------------------------------------- | ------------ | ------- | --------------------------- |
| 1   | Delatyn (m) z Łuhem                                        | 19760        | 3355    | nadwórniański               |
| 2   | Dobrotów                                                   | 1850         | 800     | nadwórniański               |
| 3   | Dora                                                       | 14300        | 1173    | nadwórniański               |
| 4   | Hołosków z Mołodyłowem i Skopówką                          | 4620         | 1277    | nadwórniański               |
| 5   | Jabłonica                                                  | 18400        | 959     | nadwórniański               |
| 6   | Jamna                                                      | 6800         | 547     | nadwórniański               |
| 7   | Krasna                                                     | 3925         | 1533    | nadwórniański               |
| 8   | Łanczyn                                                    | 5950         | 2341    | nadwórniański               |
| 9   | Łojowa                                                     | 3550         | 540     | nadwórniański               |
| 10  | Majdan Graniczny                                           | 1930         | 158     | nadwórniański               |
| 11  | Majdan Średni i Stary z Bednarówką, Siedliskami i Glinkami | 11045        | 1436    | nadwórniański               |
| 12  | Osław Biały                                                | 8245         | 1780    | nadwórniański               |
| 13  | Osław Czarny                                               | 3100         | 810     | nadwórniański               |
| 14  | Mikuliczyn i Tatarów                                       | 74530        | 2308    | nadwórniański               |
| 15  | Potok Czarny                                               | 2760         | 842     | nadwórniański               |
| 16  | Sadzawka                                                   | 4750         | 1762    | nadwórniański               |
| 17  | Strupków                                                   | 2244         | 731     | nadwórniański               |
| 18  | Zarzecze                                                   | 5965         | 1896    | nadwórniański               |

Objaśnienie:
(M) = miasto; (m) = miasteczko